# Work First
Work First is een uit de Verenigde Staten afkomstige methodiek (waar ze bekendstaat als Workfare), waarbij men werklozen laat werken voor hun uitkering.
Het idee erachter is dat werklozen hierdoor arbeidsritme opdoen en daarna zelfstandig een baan vinden, wat in de praktijk vaak niet gebeurt aangezien voor veel mensen de afstand tot de arbeidsmarkt te groot is. Ook dat werklozen een "maatschappelijk nuttige tegenprestatie" voor hun uitkering doen.
Op re-integratietrajecten is veel kritiek vanwege de hoge kosten en geringe efficiëntie ervan (re-integratiebureaus krijgen alleen al voor het aanmelden van werklozen forse premies ook al doen ze weinig voor hun cliënten) en de verdringing van gewone banen door goedkope arbeidskrachten. Uitkeringsgerechtigden die werk moeten doen dat niet past bij hun opleidingsniveau voelen zich betutteld, vernederd en nutteloos, vooral als zij voor hun werkloosheid een succesvolle carriere hadden. In 2008 bracht de Socialistische Partij een kritisch rapport uit over de re-integratiebranche. Het ontbreken van de motivatie kan een negatieve invloed hebben op de kwaliteit van het werk.
Work First is te vergelijken met de vroegere werkverschaffing uit het begin van de 20e eeuw. Het wordt ook wel als dwangarbeid beschouwd en er zijn pogingen geweest om dit gerechtelijk aan te tonen, aangezien dwangarbeid volgens de mensenrechten is verboden.
Op 8 februari 2010 heeft de Centrale Raad van Beroep te Utrecht geoordeeld dat er geen sprake is van dwangarbeid in het geval van een Work First-traject, maar dat er wel rekening moet worden gehouden met de persoonlijke omstandigheden van de werkzoekende zoals opleidingsniveau en beperkingen. Na deze uitspraak is er beroep ingesteld bij het Europees Hof voor de Rechten van de Mens te Straatsburg. Bij de beantwoording van de vraag of een op de in de Wet Werk en Bijstand (WWB) neergelegde regeling inzake arbeidsinschakeling gebaseerd concreet besluit verenigbaar is met artikel 4 van het EVRM (het verbod op dwangarbeid) en het overeenkomstige art. 8 IVBPR, komt in elk geval aan de volgende omstandigheden betekenis toe:
- de aard, de plaats, de duur en de werktijden van de in het kader van de aangeboden voorziening te verrichten werkzaamheden in relatie tot de mogelijkheden, de werkervaring, de opleiding en de gezinssituatie van de betrokkene,
- de duur van de werkloosheid van de betrokkene,
- of en zo ja, hoe de aangeboden voorziening kan bijdragen aan de arbeidsinschakeling van de betrokkene,
- de zwaarte van de sanctie bij niet meewerken aan de aangeboden voorziening. (Rechtsoverweging 9.4.11).

Inmiddels heeft het Europees Hof voor de Rechten van de Mens op 4 mei 2010 in de zaak Schuitemaker (een andere zaak dan de hiervoor genoemde) beslist dat er geen sprake is van dwangarbeid bij de verplichting tot het aanvaarden van algemeen geaccepteerde arbeid bij een bijstandsuitkering.
Een variant van Work First is loon voor uitkering, waarbij er sprake is van een arbeidscontract en men niet meer geregistreerd staat als uitkeringsgerechtigde.

## De staalcrisis in Luxemburg
Work First is gebruikt om massawerkloosheid en daarmee sociale onrust ten gevolge van de staalcrisis te voorkomen tijdens de jaren ´70. De regering maakte hierbij naast het instrument van vervroegd pensioen vooral gebruik van de volgende instrumenten:
- TEIF (Travail d’Utilité Collective). Hierbij werden ontslagen oudere werknemers in overheidsbanen geplaatst, ter overbrugging van de resterende tijd tot hun pensioen. Dit betrof meestal handmatige arbeid bij gemeenten.
- DAC (Division Anti-Crise). Dit waren werkverschaffingsprojecten voor jongere werklozen waarbij het idee was dat ze ervaring zouden opdoen en werkritme zouden aanleren.

De regering vierde het als een succes en onderdeel van een succesvolle transitie van staal naar financiele dienstverlening, maar de meeste deelnemers aan DAC en TEIF ervoeren het als negatief. Ze voelden zich vernederd en nutteloos, vooral oudere werknemers die in hoge op gespecialiseerde functies hadden gewerkt.